# Павленко, Алексей Петрович
Алексей Петрович Павле́нко — советский конструктор вооружений. Один из создателей «Катюши». Лауреат Сталинской премии второй степени.

## Биография
Окончил Брянский индустриальный техникум имени Н. Е. Жуковского.
С 1933 года инженер-конструктор Реактивного института (РНИИ, НИИ-3) Народного комиссариата боеприпасов.
С 1937 года ведущий конструктор в отделе И. И. Гвая по созданию механизированных ракетных установок.
Один из конструкторов пусковых направляющих последнего варианта пусковой установки боевых машин реактивной артиллерии («Катюша»).

## Награды и премии
- Сталинская премия II степени (14 марта 1941) — за изобретение по вооружению самолётов
- орден Трудового Красного Знамени (29 июля 1941)